# Paul Taffanel
Claude-Paul Taffanel (født 16. september 1844 i Bordeaux, død 22. november 1908 i Paris) var en fransk fløjtenist og komponist.

## Værker
Taffanel komponerede hovedsageligt værker for fløjte og klaver (bl.a. operafantasien, Andante Pastorale et Scherzettino). Man møder også stadig af og til hans senromantiske Blæserkvintet (1876).

## Betydning
Taffanel er kendt som grundlæggeren af den såkaldte Franske Skole inden for fløjtespil. Mange fremstående franske fløjtekompositioner fra omkring 1870 er tilegnet ham. Til hans talrige elever hører blandt andre Philippe Gaubert, med hvem han skrev Méthode complète de flûte. Georges Barrère skrev om ham: 
| „ | Jeg er sikker på (…), at Taffanel ikke blot var verdens bedste fløjtenist, men at der til stadighed må herske tvivl om, hvorvidt en anden fløjtenist kan indtage hans plads. Den skønhed og fylde, som hans tone besad, og hans præcise fingerteknik var kun en lille del af hans egenskaber som fløjtespiller. Hans musikalitet, musikalske udstråling og særligt hans stilsikkerhed var i højeste grad inspirerende. | “ |
|   | — Georges Barrère |   |